# علي أباد عليا (هشترود)
علي أباد عليا هي قرية في مقاطعة هشترود، إيران. عدد سكان هذه القرية هو 885 في سنة 2006.